# Підгрупа Фраттіні
В теорії груп підгрупа Фраттіні — характеристична підгрупа F(G) групи G, що визначається як перетин всіх максимальних підгруп G, якщо такі існують; якщо ж максимальних підгруп в групі G немає, то G сама називається своєю підгрупою Фраттіні (тобто в цьому випадку F(G) = G). Введена італійським математиком Джованні Фраттіні.
В теорії комутативних кілець аналогом такої підгрупи є радикал Джекобсона.

## Властивості
Підгрупа Фраттіні складається з тих і лише тих елементів групи G, кожен з яких може бути видалений з довільної системи породжуючих елементів групи, що містить цей елемент.
Тобто:
{\displaystyle F(G)=\{x|x\in G,<x,M>=G\;\Rightarrow \;<M>=G\}}
Скінченна група тоді і тільки тоді нільпотентна, коли група породжена її комутаторами міститься в її підгрупі Фраттіні. Для будь-якої скінченної та будь-якої поліциклічної групи G підгрупа F(G) — нільпотентна.
Якщо G — скінченна p-група, тоді F(G) = Gp [G,G]. Таким чином підгрупа Фраттіні є найменшою нормальною підгрупою N для якої факторгрупа G/N є ізоморфною до прямої суми циклічних груп порядку p. Якщо факторгрупа G/F(G) має порядок pk, тоді k рівне найменшому числу породжуючих елементів групи G. Зокрема скінченна p-група є циклічною тоді і тільки тоді, коли факторгрупа G/F(G) теж є циклічною (з порядком p).